# Kebes
Kebes von Theben war ein antiker griechischer Philosoph des späten 5. und frühen 4. Jahrhunderts v. Chr.

## Leben
Nach Angaben Platons nahm Kebes zusammen mit seinem Gefährten Simmias am Unterricht des Pythagoreers Philolaos teil, als dieser sich in Theben aufhielt. Später gingen die beiden nach Athen und wurden Schüler des Sokrates. Nach der Verhaftung des Sokrates boten Kebes und Simmias an, für eine Flucht Geld zur Verfügung zu stellen, doch lehnte Sokrates die Flucht ab. Beim Tode des Sokrates im Gefängnis war Kebes anwesend. In Platons Dialog Phaidon ist er einer der Gesprächspartner des Sokrates. Auch Xenophon erwähnt ihn als Schüler des Sokrates. 
Im Phaidon stellt sich im Gespräch heraus, dass Kebes und Simmias von Philolaos keine befriedigende Auskunft über das angemessene Verhältnis eines Philosophen zu seinem Tod erhalten haben. Daher wird diese Frage nun aufgegriffen und einer vertieften Untersuchung unterzogen. Sokrates trägt Argumente für die Präexistenz und Unsterblichkeit der Seele vor. Kebes erhebt Einwände und ist schwer zu überzeugen, zeigt sich aber am Ende mit der Beweisführung des Sokrates zufrieden.
Wegen des Unterrichts, den er bei Philolaos erhielt, wird Kebes oft als Pythagoreer bezeichnet. Die Richtigkeit dieser Annahme ist aber nicht bewiesen; aus der Teilnahme am Unterricht folgt nicht notwendigerweise, dass er die philosophischen Ansichten des Lehrers teilte. Möglicherweise war er nur kurze Zeit Schüler des Philolaos. Im Gespräch mit Sokrates äußern Kebes und Simmias Zweifel an pythagoreischen Lehren.

## Werke
Der Doxograph Diogenes Laertios, der Kebes nur knapp behandelt, schreibt ihm drei Dialoge zu: Pínax (‚Das Gemälde‘, ‚Die Bildtafel‘), Hebdómē (‚Der Siebte‘) und Phrýnichos. Mit dem „Siebten“ ist der siebte Tag des Monats Thargelion (Mai/Juni) gemeint, der Geburtstag des Gottes Apollon und der Überlieferung zufolge auch der Geburtstag Platons. Alle Schriften des Kebes sind heute verloren. Erhalten ist nur ein Dialog namens Pínax, der unter seinem lateinischen Titel Tabula Cebetis (Die Bildtafel des Kebes) bekannt ist und in der Antike als Werk des thebanischen Philosophen galt. Es handelt sich jedoch sicher nicht um eine Schrift des Sokrates-Schülers, vielmehr entstand dieser Pínax erst im 1. oder frühen 2. Jahrhundert. Man nennt den unbekannten Verfasser Pseudo-Kebes.

## Ikonographie
Ein in Mytilene gefundenes Fußbodenmosaik aus dem späten 3. oder aus dem 4. Jahrhundert, das sich heute im Archäologischen Museum von Mytilini befindet, zeigt Sokrates im Gespräch mit Simmias und Kebes. Offenbar ist eine Szene aus Platons Phaidon dargestellt.